# Punk Rock Ambulance
Punk Rock Ambulance è un'EP split fra i gruppi Hardcore punk Charged GBH e Billyclub.

## Tracce

### Charged GBH
1. Punk Rock Ambulance
2. 3-Piece Suit
3. Happyville USA

### Billyclub
1. Punk Rock Ambulance
2. Necrophilia
3. Drugs Party In 526

## Formazione

### Charged GBH
- Colin Abrahall  - voce
- Colin Blyth - chitarra
- Ross Lomas - basso
- Scott Preece - batteria